# Regular Ordinary Swedish Meal Time
Regular Ordinary шведський Meal Time (скорочено ROSMT або SMT) — шведське кулінарне шоу на YouTube, присвячене шведській кухні. Основною особливістю є процес приготування, який ведеться в дуже жорстокій і пародійній формі.